# Caucus van Montana 2008
De caucus van Montana is een voorverkiezing die voor de Republikeinen op 5 februari 2008 werd gehouden, de dag van Super Tuesday. Voor de Democraten werd de caususes gehouden op 3 juni. Barack Obama en John McCain wonnen.

## Democraten
| Montana Democratische primary 2008 100% of precincts reporting | Montana Democratische primary 2008 100% of precincts reporting | Montana Democratische primary 2008 100% of precincts reporting | Montana Democratische primary 2008 100% of precincts reporting |
| Kandidaat                                                      | Stemmen                                                        | Percentage                                                     | Gedelegeerden                                                  |
| -------------------------------------------------------------- | -------------------------------------------------------------- | -------------------------------------------------------------- | -------------------------------------------------------------- |
| Barack Obama                                                   | 102.562                                                        | 56,38%                                                         | 9                                                              |
| Hillary Clinton                                                | 75.035                                                         | 41,25%                                                         | 7                                                              |
| Geen voorkeur                                                  | 4.309                                                          | 2,37%                                                          | 0                                                              |
| Totaal                                                         | 181.906                                                        | 100,00%                                                        | 16                                                             |

## Republikeinen
| Kandidaten    | Stemmen | Percentage | Nationale gedelegeerden |
| ------------- | ------- | ---------- | ----------------------- |
| Mitt Romney   | 625     | 38,39%     | 25                      |
| Ron Paul      | 400     | 24,57%     | 0                       |
| John McCain   | 358     | 21,99%     | 0                       |
| Mike Huckabee | 245     | 15,05%     | 0                       |
| Totaal        | 1.628   | 100%       | 25                      |